# روب ويلسون (سائق سباق)
روب ويلسون (بالإنجليزية: Rob Wilson)‏ هو سائق سباق نيوزيلندي، ولد في 6 سبتمبر 1952 في أوكلاند في نيوزيلندا.

## روابط خارجية
- روب ويلسون على موقع DriverDB.com (الإنجليزية)